# Лыков, Иван Семёнович
Иван Семёнович Лыков (30 декабря 1917, Российская империя, дер. Жабино, Чанлыгинского района Липецкой области — 1 ноября 2012) — советский военачальник, генерал-лейтенант (15.12.1972).

## Биография

### Довоенное время
Родился в д. Жабино (ныне — Чаплыгинский район, Липецкая область).
В 1939 году окончил Орловское бронетанковое училище. По окончании училища оставлен политруком курсантской роты. С 1940 г. проходил службу в должности заместителя командира роты 17 танковой армии в Забайкальском военном округе.

### Великая Отечественная война
Войну встретил под городом Лепель на одном из участков Западного фронта. 
В 1941 г. за боевые заслуги на Можайском направлении награждён орденом Ленина. В 1942 г., находясь в должности военного комиссара 2 танкового батальона 18 танковой бригады, за проявленный героизм представлен к званию «Герой Советского Союза». 
Участвовал в Прохоровском сражении в составе 5-й танковой дивизии в должности заместителя командира 1446 самоходного артиллерийского полка. В июле 1943 г. тяжело ранен в боях на Воронежском фронте. 
Участвовал в освобождении Румынии, Венгрии, Австрии, Чехословакии. 
Войну закончил под Прагой в 1945 году в должности заместителя командира 49-го отдельного гвардейского тяжелого танкового Красносельского Краснознаменного, ордена Кутузова полка прорыва.

### Послевоенная карьера
После войны служил в должности начальника политотдела дивизии, начальника политотдела корпуса, начальника политотдела танковой армии, первого заместителя начальника политуправления Ленинградского военного округа.
С августа 1971 по сентябрь 1978 — начальник политического управления - член Военного Совета Сибирского военного округа.
В 1953 окончил Военно-политическую академию им. В. И. Ленина.
Службу закончил в должности заместителя начальника Автомобильного управления Вооруженных сил СССР по политической части.
Умер в Москве в 2012 году. Похоронен на Кунцевском кладбище.

## Мемуары
- Лыков И. С. В грозный час. — М.: Воениздат, 1986.

## Награды
- два ордена Ленина
- орден Октябрьской Революции
- орден Красного Знамени
- два ордена Красной Звезды
- орден Александра Невского
- орден Отечественной войны I степени